# Heterocoma
 Heterocoma  DC., 1810 è un genere di piante angiosperme dicotiledoni della famiglia delle Asteraceae.

## Etimologia
Il nome scientifico del genere è stato definito per la prima volta dal botanico Augustin Pyramus de Candolle (1778-1841) nella pubblicazione " Annales du Museum National d'Histoire Naturelle. Paris" ( Ann. Mus. Natl. Hist. Nat. 16: 191, t. 7) del 1810.

## Descrizione
Le specie di questa voce sono delle piante con cicli biologici perenni con habitus di tipo subarbustivo o grossolanamente arbustivo (raramente sono presenti alberelli). I fusti sono poco ramificati. L'indumento è pubescente per peli appressati (tricomi stellati da 3 a 5 braccia) o densamente bianco-lanato o tomentoso. Gli organi interni di queste piante contengono lattoni sesquiterpenici.
Le foglie lungo il caule sono disposte in modo alterno e sessile con guaina (semi-amplissicaule). La forma è intera e per lo più lanceolata più o meno stretta con apici acuti e base invaginata. I margini generalmente sono interi e lievemente crenato-ondulati e comunque piatti (non revoluti). La lamina ha una consistenza da membranacea a cartacea con superficie scolorita (quella adassiale è liscia). Le venature sono pennate o disposte in modo sublongitudinale.
Le infiorescenze, sessili o peduncolate, sono formate da capolini raggruppati a pannocchia alle ascelle fiorali (raramente i capolini sono solitari). Le infiorescenze sono avvolte in brattee fogliacee (brattee subinvolucrali). I capolini, sessili o raramente peduncolati, sono composti da un involucro campanulato formato da circa 100 brattee debolmente embricate su 3 - 6 serie che fanno da protezione al ricettacolo sul quale s'inseriscono i fiori tubulosi. Le brattee sono persistenti e pubescenti, di colore pallido e forme lineari. Il ricettacolo è fimbriato oppure è nudo (senza pagliette).
I fiori, da 20 a 75 per capolino, sono tetra-ciclici (ossia sono presenti 4 verticilli: calice – corolla – androceo – gineceo) e pentameri (ogni verticillo ha in genere 5 elementi). I fiori sono inoltre ermafroditi e actinomorfi (raramente possono essere zigomorfi).
- Formula fiorale:

*/x K {\displaystyle \infty }, [C (5), A (5)], G 2 (infero), achenio
- Calice: i sepali del calice sono ridotti ad una coroncina di squame.
- Corolla: le corolle sono formate da un corto o lungo tubo terminante in 5 lobi; il colore è più o meno porpora; i lobi della corolla contengono spicole e sono glabri o pubescenti.
- Androceo: gli stami sono 5 con filamenti liberi e distinti, mentre le antere sono saldate in un manicotto (o tubo) circondante lo stilo.[11] Le antere, sagittate e sprovviste di ghiandole, sono speronate ma non sono caudate; le appendici apicali in genere sono glabre e indurite. Il polline è tricolporato (con tre aperture sia di tipo a fessura che tipo isodiametrica o poro), echinato (con punte) e non "lophato".[12]
- Gineceo: lo stilo è filiforme e privo di nodi. Gli stigmi dello stilo sono due divergenti con la superficie stigmatica posizionata internamente (vicino alla base). La pubescenza è del tipo a spazzola con peli appuntiti e settati.[13] L'ovario è infero uniloculare formato da 2 carpelli.

I frutti sono degli acheni con pappo. Gli acheni, a forma da cilindrica a prismatica, hanno 10 coste con la superficie glabra, sericea o con ghiandole. All'interno si può trovare del tessuto di tipo idioblasto e rafidi di tipo subquadrato. Il carpopodium (carpoforo) è poco appariscente. In questi acheni è presente il tessuto tipo fitomelanina. Il pappo, biseriato e deciduo, è formato da setole contorte a forma di cinghia (la serie esterna può essere ridotta ad una coroncina persistente).

## Biologia
- Impollinazione: l'impollinazione avviene tramite insetti (impollinazione entomogama tramite farfalle diurne e notturne).
- Riproduzione: la fecondazione avviene fondamentalmente tramite l'impollinazione dei fiori (vedi sopra).
- Dispersione: i semi (gli acheni) cadendo a terra sono successivamente dispersi soprattutto da insetti tipo formiche (disseminazione mirmecoria). In questo tipo di piante avviene anche un altro tipo di dispersione: zoocoria. Infatti gli uncini delle brattee dell'involucro si agganciano ai peli degli animali di passaggio disperdendo così anche su lunghe distanze i semi della pianta.

## Distribuzione e habitat
La distribuzione delle piante di questa voce è relativa al Brasile.

## Tassonomia
La famiglia di appartenenza di questa voce (Asteraceae o Compositae, nomen conservandum) probabilmente originaria del Sud America, è la più numerosa del mondo vegetale, comprende oltre 23.000 specie distribuite su 1.535 generi, oppure 22.750 specie e 1.530 generi secondo altre fonti (una delle checklist più aggiornata elenca fino a 1.679 generi). La famiglia attualmente (2021) è divisa in 16 sottofamiglie.

### Filogenesi
Le specie di questo gruppo appartengono alla sottotribù Lychnophorinae descritta all'interno della tribù Vernonieae Cass. della sottofamiglia Vernonioideae Lindl.. Questa classificazione è stata ottenuta ultimamente con le analisi del DNA delle varie specie del gruppo. Da un punto di vista filogenetico in base alle ultime analisi sul DNA la tribù Vernonieae è risultata divisa in due grandi cladi: Muovo Mondo e Vecchio Mondo. I generi di Lychnophorinae appartengono al clade relativo all'America.
La sottotribù, e quindi i suoi generi, si distingue per i seguenti caratteri:
- le infiorescenze raramente sono spicate (a forma di spiga);
- i capolini in genere sono grandi;
- le corolle sono prive di ghiandole stipitate;
- il polline non è "lophato";
- negli acheni sono sempre presenti i rafidi di tipo subquadrato.

In precedenza la tribù Vernonieae, e quindi la sottotribù (Lychnophorinae) di questo genere, era descritta all'interno della sottofamiglia Cichorioideae. Il genere di questa voce in passato era descritto nella sottotribù Sipolisiinae. Nell'ambito della tribù, la sottotribù Lychnophorinae occupa, da un punto di vista filogenetico, una posizione vicina al "core" (si è evoluta tardivamente rispetto alle altre sottotribù) ed è vicina alle sottotribù Vernoninae e Chrestinae. Questo genere, nella filogenesi della sottotribù, occupa una posizione centrale tra i generi Proteopsis Mart, & Zucc. ex Sch.Bip. e Paralychnophora MacLeish insieme alla specie Maschalostachys markgrafii (G.M.Barroso) Loeuille & Roque. Una sinapomorfia per questo gruppo è la presenza di fitomelanina sulle pareti dell'achenio.
I caratteri distintivi per le specie di questo genere ( Heterocoma) sono:
- gli steli e le foglie sono ricoperti da una pubescenza tomentosa (la superficie adassiale delle foglie è liscia);
- la forma dell'involucro è campanulata;
- i capolini hanno da 20 a 75 fiori;
- i lobi della corolla contengono spicole e sono glabri;
- il pappo è composto da piatte e contorte setole;
- le pareti dell'achenio hanno fitomelanina.

### Elenco delle specie
Questo genere ha 6 specie:
- Heterocoma albida (Pers.) DC.
- Heterocoma ekmaniana  (Philipson) Loeuille, J.N.Nakaj. & Semir
- Heterocoma erecta  (H.Rob.) Loeuille, J.N.Nakaj. & Semir
- Heterocoma gracilis  Loeuille, J.N.Nakaj. & Semir
- Heterocoma lanuginosa  (Glaz. ex Oliv.) Loeuille, J.N.Nakaj. & Semir
- Heterocoma robinsoniana  Loeuille, J.N.Nakaj. & Semir

### Sinonimi
Sono elencati alcuni sinonimi per questa entità:
- Alcantara Glaz. ex G.M.Barroso
- Bishopalea  H.Rob.
- Sipolisia  Glaz.
- Xerxes  J.R.Grant